# Land Rover Wolf

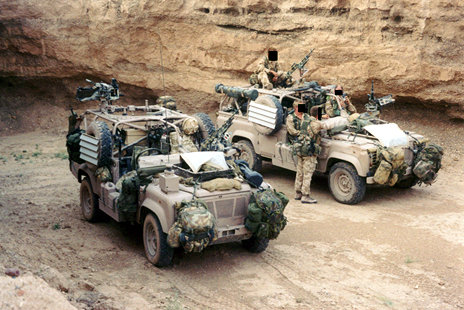
Pojazdy WMIK w Iraku.

Land Rover Wolf – brytyjski wojskowy wielozadaniowy samochód terenowy, bazujący na pojeździe Land Rover Defender.
Pojazd Land Rover Wolf występuje w wersjach 4- (Truck Utility Light) i 4,6-metrowych (Truck Utility Medium). Powstało wiele różnych odmian tego pojazdu, m.in. WMIK (Weapons Mount Installation Kit), uzbrojoną w karabin maszynowy L7 GPMG kalibru 7,62 mm oraz M2 kalibru 12,7 mm lub wyrzutnię przeciwpancernych pocisków kierowanych MILAN, używaną do zwiadu i wsparcia ogniowego.